# Anatoli Bibilov
Anatoli Iljitsj Bibilov (Ossetisch: Бибылты Ильяйы фырт Анатолий, Russisch: Анато́лий Ильи́ч Биби́лов, Georgisch: ანატოლი ილიჩ ბიბილოვი) (Tschinvali, 6 februari 1970) is een Russische en Zuid-Ossetische militaire officier. Hij was van 2017 tot 2022 de 4e president van Zuid-Ossetië, een afscheidingsrepubliek van Georgië, die feitelijk onder Russische controle staat en door de meerderheid van de internationale gemeenschap niet erkend wordt.

## Biografie
Bibilov werd op 6 februari 1970 geboren hoofdstad Tschinvali van de Zuid-Ossetische Autonome Oblast van de Georgische Sovjetrepubliek in de Sovjet-Unie. Na zijn basisscholing ging hij naar een kostschool in Tbilisi waar hij militaire en fysieke training kreeg. Hij verfvolgde daarna zijn militaire scholing aan de Rjazan Hogere Airborne School, een van de beste militaire onderwijsinstellingen van de Sovjet-Unie.

### Militaire carrière
Na zijn afstuderen werd Bibilov toegewezen aan de 76e Pskov Luchtlandingsdivisie, dat in 1992 onderdeel werd van de Russische vredesoperatie na de burgeroorlog in Zuid-Ossetië. Bibilov trad vervolgens toe tot het Zuid-Ossetische leger en voerde het bevel over een speciale eenheid, waarna hij een periode in Kyiv, Oekraïne, verbleef. Tussen 1998 en 2008 diende Bibilov bij het bataljon (Noord-)Osseetse vredestroepen in Zuid-Ossetië, dat onderdeel was van de Joint Peacekeeping Forces (JPKF). Deze eenheid stond onder het gezag van de Joint Control Commission dat samen met de Russen en Georgiërs toezag op de vredeshandhaving in Zuid-Ossetië.
Bibilov nam actief deel aan de Russisch-Georgische Oorlog van 2008 en organiseerde de verdediging van een van de districten van Tschinvali, waarbij hij tweemaal gewond raakte. Hij werd voor zijn inzet beloond met de Orde van Oeatsamonga, de hoogste Zuid-Ossetische onderscheiding. Daarnaast werd hij gepromoveerd tot generaal-majoor. In 2011 werd hij onderscheiden met de Russische Orde van de Vriendschap. 

## Politiek
Op 31 oktober 2008 deed Bibilov zijn intrede in de Zuid-Ossetische politiek als minister van Burgerbescherming, Noodsituaties en Rampenbestrijding in het kabinet van president Edoeard Kokojti.

### Presidentsverkiezingen 2011
In augustus 2011 werd bekend dat Bibilov zou deelnemen aan de presidentsverkiezingen in Zuid-Ossetië. Als onafhankelijke kandidaat werd hij door het Kremlin gesteund. De toenmalige president van Zuid-Ossetië, Edoeard Kokojti, die in zijn tweede en laatste termijn zat, steunde de kandidatuur van Bibilov. De verkiezing liep uit op een politieke crisis. 
Bibilov behaalde 25,44 procent van de stemmen in de eerste ronde, gevolgd door de sterk hervormingsgerichte oppositiekandidate Alla Dzjiojeva met 25,37 procent, een verschil van 14 stemmen. De benodigde tweede ronde werd twee weken later verrassend door Dzjiojeva met 56,7 procent gewonnen, terwijl de openlijk door het Kremlin gesteunde Anatoli Bibilov niet verder kwam dan 40 procent.
De resultaten werden door Bibilov juridisch betwist, waarna deze daags na de verkiezingsdag, nog voordat de officiële einduitslag bekend was, door de rechtbank werden geannuleerd. Volgens de rechtbank was er sprake van kiezersintimidatie en bedreiging door de aanhang van Dzjiojeva. Eerder had Kokojti al aangegeven dat een vrouwelijke president uitgesloten was. Er werden nieuwe verkiezingen voor 25 maart 2012 aangekondigd, die door Dzjiojeva onwettig genoemd werden. De situatie leidde tot straatprotesten, politieke onrust en een bezorgd Kremlin. De crisis werd ook wel de "sneeuwrevolutie" genoemd.
Kokojti stapte 10 december 2011 op als president, na een deal met de oppositie, terwijl premier Vadim Brovtsev waarnemend president werd. Brovtsev was een niet-Ossetische Rus, die in 2009 door Moskou gestuurd was om de Zuid-Osseetse regering te leiden. Oppositiekandidaten werden geweerd uit de herhalingsverkiezing van 2012, waar alleen enkele loyalisten aan meededen, terwijl Bibilov al had aangegeven niet mee te doen. KGB officier Leonid Tibilov werd tot president gekozen en Dzjiojeva werd uiteindelijk vice-premier in de nieuwe regering. 

### Verenigd Ossetië
Enkele maanden na die herhalingsverkiezing begon Bibilov een nieuwe partij, Verenigd Ossetië, en verliet hij de regerende Eenheidspartij van voormalig president Edoeard Kokojti. Speerpunt van de partij was vereniging van Zuid-Ossetië met Noord-Ossetië en Rusland. Op 5 september van dat jaar vond het oprichtingscongres plaats en werd Bibilov tot partijvoorzitter gekozen.
In aanloop naar de parlementsverkiezingen van juni 2014 verzocht Bibilov president Tibilov om tegelijkertijd een referendum over de vereniging met Noord-Ossetië te houden. Tibilov was hier geen voorstander van en stelde dat de Russische erkenning van de onafhankelijkheid van Zuid-Ossetië in 2008 een impliciete erkenning van de eerdere referenda in 1992 en 2006 over dit onderwerp inhield. Ook zei hij dat de Russische wet een dergelijk referendum niet nodig heeft om Zuid-Ossetië op te nemen.
Verenigd Ossetië won onder leiding van Bibilov de parlementsverkiezing op 8 juni 2014 en behaalde 20 van de 34 zetels. De regerende Eenheidspartij verdween uit het parlement. Op 23 juni 2014 werd Bibilov als parlementsvoorzitter gekozen. Gedurende 2015 en 2016 bleef hij hameren op een referendum tot aansluiting bij Rusland, maar hij kreeg hier geen steun voor, ook niet in Moskou.

### President 2017-2022
In april 2017 nam Bibilov voor de tweede keer deel aan de presidentsverkiezingen, waar de zittende president Leonid Tibilov en KGB-officier Alan Gaglojev zijn rivalen waren. Bibilov won deze verkiezing in één ronde met bijna 55 procent van de stemmen bij een geclaimde opkomst van 79,6 procent. Hij werd op 21 april 2017 geïnstalleerd als president. Elf dagen later had Bibilov zijn eerste van vele ontmoetingen met Vladimir Poetin in zijn rol als leider van Zuid-Ossetië. Twee maanden nadat Syrië op 29 mei 2018 als vijfde VN-land de onafhankelijkheid van Zuid-Ossetië erkende, werd Bibilov in Damascus ontvangen door de Syrische president Bashar al-Assad.
Sinds 2019 heeft Bibilov's partij Verenigd Ossetië geen meerderheid meer in het parlement en leunt ze op gedoogsteun van drie onafhankelijke parlementsleden, wat niet genoeg was voor een meerderheid. De dood van een gevangene leidde tot politieke en maatschappelijke onrust in Zuid-Ossetië. Het parlement werd door haar leden geboycot en er ontstond een constitutionele crisis.
Een parlementaire commissie belast met onderzoek naar de grensdemarcatie met Georgië verweet Bibilov in november 2021 200 km² territorium aan Georgië te hebben weggegeven. Het was het begin van een hoogoplopend conflict tussen Bibilov en het parlement van Zuid-Ossetië. In januari 2022 probeerden veertien van de 34 parlementsleden hem tevergeefs uit het ambt te zetten.

### Presidentsverkiezingen 2022
In aanloop naar de presidentsverkiezing op 10 april 2022 zette Bibilov wederom in op aansluiting bij Rusland. Hij kondigde op 30 maart 2022 aan dat Zuid-Ossetië na de verkiezingen het wettelijke proces voor aansluiting bij Rusland zou starten. Russische politici reageerden in eerste instantie positief en zeiden dat de Russische wet klaar is om (delen van) buitenlandse naties binnen de federatie te accepteren. Ze benadrukten de noodzaak om "de wil van het Ossetische volk tot uitdrukking te brengen" door middel van een referendum. Bibilov zei vervolgens in een interview dat hij van plan was om twee referenda te houden, één over annexatie door Rusland en een tweede stemming over toetreding tot Noord-Ossetië, waarvoor hij de procedure in gang zette op 7 april 2022.
Bibilov moest het in de eerste ronde van de presidentsverkiezingen afleggen tegen de oppositiekandidaat Alan Gaglojev van de Nykhas partij, met een tweede ronde tussen beiden op 8 mei 2022. Gaglojev won deze ronde met ruim 54 procent van de stemmen. In een laatste daad, elf dagen voor de overdracht van het presidentschap naar Gaglojev, schreef Bibilov het aansluitingsreferendum uit voor 17 juli 2022. Gaglojev annuleerde het referendum meteen na zijn aantreden.
De oorzaak van Bibilovs nederlaag, die in 2017 nog een makkelijke overwinning boekte, moest volgens lokale kenners gezocht worden in de verschillende misstanden en schandalen die zich voordeden gedurende Bibilov's termijn. Zo was er een gevangenisdode als gevolg van marteling. De arrestant was beschuldigd van het plegen van een aanslag op de minister van Binnenlandse Zaken. Daarnaast waren er schandalen rond smokkel en corruptie, problemen met de goedereninvoer uit Rusland en de zaak Tsnelisi-Tsjortsjana, een betwist gebied tussen Tschinvali en Tbilisi, dat laatstgenoemde controleert in weerwil van Zuid-Osseetse territoriale claims. Verder deed Bibilov er alles aan om kansrijke kandidaten niet te laten deelnemen aan de verkiezingen, wat de boosheid over zijn manier van besturen verder voedde.